# بخش برتون، شهرستان زرد پزشکی، مینه سوتا
بخش برتون (به انگلیسی: Burton Township) یک منطقهٔ مسکونی در ایالات متحده آمریکا است که در شهرستان یلو مدیسن، مینه‌سوتا واقع شده‌است.
 بخش برتون ۹۳٫۲ کیلومتر مربع مساحت و ۱۷۴ نفر جمعیت دارد و ۳۴۶ متر بالاتر از سطح دریا واقع شده‌است.